# Emir Rodríguez Monegal
Emir Rodríguez Monegal (Melo, 1921 - New Haven, 1985) fou un professor, crític literari i assagista uruguaià.
Va crear l'expressió de "Generació del 1945", de la que va ser membre juntament amb altres destacats intel·lectuals com Juan Carlos Onetti, Mario Benedetti, Sarandy Cabrera, Carlos Martínez Moreno, Ángel Rama, Carlos Real de Azúa, Carlos Maggi, Alfredo Gravina, Mario Arregui, Manuel Flores Mora, Amanda Berenguer, Humberto Megget, Idea Vilariño, Gladys Castelvecchi, José Pedro Díaz.
Va ser docent a l'Institut de Professors Artigas de Montevideo fins al 1969, quan es va traslladar als Estats Units com a catedràtic de literatura iberoamericana a la Universitat Yale.
Destacà pels seus nombrosos assajos sobre escriptors en castellà, entre els quals destaquen Juan Carlos Onetti, Jorge Luis Borges, Adolfo Bioy Casares, Mario Benedetti, José Enrique Rodó, el Comte de Lautréamont, Pablo Neruda, Idea Vilariño i Horacio Quiroga, entre d'altres.
Monegal també va escriure sobre escriptors universals com Emily Dickinson, Juan Goytisolo, Charles Dickens, Charles Baudelaire, Ernest Hemingway i Virginia Woolf, entre altres autors.

## Obra
- Aspectos de la novela del siglo XX (1946)
- José Enrique Rodó en el Novecientos (1950)
- José Lins do Rego y algunos problemas de la novela brasileña (1952)
- El juicio de los parricidas: La nueva generación argentina y sus maestros (1956)
- Eduardo Acevedo Díaz: Dos versiones d'un tema (1963)
- Ingmar Bergman: Un dramaturgo cinematográfico (1964)
- El viajero inmóvil: Introducción a Pablo Neruda (1966)
- Genio y figura de Horacio Quiroga (1967)
- El arte de narrar (1968)
- El desterrado: Vida y obra de Horacio Quiroga (1968)
- El otro Andrés Bello (1969)
- Borgès par lui-même (1970)
- El boom de la novela hispanoamericana (1972)
- Borges: hacia una lectura poética (1976)
- Jorge Luis Borges: A literary biography (1978)
- Borges por él mismo (1979)
- Borges: uma poética da leitura (1980)
- Jorge Luis Borges: Biographie littéraire (1983)

### Edicions
- Diario de viaje a París (Horacio Quiroga). Montevideo: Número, 1950.
- La literatura uruguaya del Novecientos (compilat per Emir Rodríguez Monegal). Montevideo: Número, 1950.
- Páginas (José Enrique Rodó). Buenos Aires: Eudeba, 1963.
- El cuento uruguayo: de los orígenes al modernismo (compilat per Emir Rodríguez Monegal). Buenos Aires: Eudeba, 1965.
- Los rostros del amor (Juan Carlos Onetti). Montevideo: Cuaderno Oriental, 1966.
- Obras completas (José Enrique Rodó). Madrid: Aguilar, 1967.
- Novelas y cuentos completos (Juan Carlos Onetti). Mèxic: Aguilar, 1970.
- The Borzoi Anthology of Latin American Literature (compilat per Emir Rodríguez Monegal). Nova York: Alfred A. Knopf, 1977.
- Maestros hispánicos del siglo veinte (compilat per Emir Rodríguez Monegal i Suzanne Jill Levine). Nova York: Harcourt Brace Joavanovich, 1979.
- Pablo Neruda (Emir Rodríguez Monegal i Enrico Mario Santí). Madrid: Taurus, 1980.
- Borges: a reader (Jorge Luis Borges), compilat per Emir Rodríguez Monegal i Alastair Reid). Nova York: Dutton, 1a edició, 1981.
- Die neue welt (compilat per Emir Rodríguez Monegal). Frankfurt: Suhrkamp, 1982.
- Noticias secretas y públicas de América. Barcelona: Tusquets, 1984.
- Textos cautivos: ensayos y reseñas en El Hogar (Jorge Luis Borges). Barcelona: Tusquets, 1986.

### Pròlegs
- Diario de viaje a París (Horacio Quiroga). Montevideo: Revista del Instituto de Investigaciones y Archivos Literarios, 1949.
- Montevideanos (Mario Benedetti). Montevideo: Alfa, 1961.
- Páginas (José Enrique Rodó). Buenos Aires: Eudeba, 1963.
- Grito de gloria (Eduardo Acevedo Díaz). Montevideo: Ministeri d'Instrucció Pública i Previsió Social, 1964.
- Nativa (Eduardo Acevedo Díaz). Montevideo: Ministeri d'Instrucció Pública i Previsió Social, 1964.
- Lanza y sable (Eduardo Acevedo Díaz). Montevideo: Ministeri d'Instrucció Pública i Previsió Social, 1965.
- El cuento uruguayo: de los orígenes al modernismo (compilat per Emir Rodríguez Monegal). Buenos Aires: Eudeba, 1965.
- Selección de cuentos (Horacio Quiroga). Montevideo: Ministeri d'Instrucció Pública i Previsió Social, 1966.
- Obras completas (José Enrique Rodó). Madrid: Aguilar, 1967.
- Historia de un amor turbio (Horacio Quiroga). Montevideo: Ministeri d'Educació i Cultura de l'Uruguai, 1968.
- El arte de narrar (Emir Rodríguez Monegal). Caracas: Monte Avila, 1968.
- Evaristo Carriego (Jorge Luis Borges). París: Seuil, 1969.
- Obras completas (Juan Carlos Onetti). Madrid: Aguilar, 1979.
- Borges: uma poética da leitura. São Paulo: Perspectiva, 1980.
- Cuentos (Horacio Quiroga, compilat per Emir Rodríguez Monegal). Caracas: Ayacucho, 1981.
- Primeras historias (João Guimarães Rosa, traducció de Virginia Fagnani Wey). Barcelona: Seix Barral, 1982.
- Ficcionario (Jorge Luis Borges). Mèxic: FCE, 1a edició, 1985.
- Transblanco (Octavio Paz i Haroldo de Campos). Rio de Janeiro: Guanamara, 1986.